# Norfolk, Virginia
Norfolk je neovisni grad i pomorska luka na jugoistočnoj atlantskoj obali Sjedinjenih Država, u saveznoj državi Virginiji. S četvrt milijuna stanovnika drugi je najnaseljeniji grad u Virginiji i dio metrpoplitanskog područja Hampton Roads. Važna je trgovačka i mornarička pomoroska luka, smještena na ušću rijeke Elizabeth u Atlantski ocean u zaljevu Cheaspeake.

## Povijest
Osnovan je 1628. pod imenom Elizabeth City na zahtjev virginijskog kolonijalnog guvernera. U početku su ga naseljavali engleski brodo- i robovlasnici, a dolaskom trgovačkih brodara iz okruga Norfolk u Engleskoj, preimenovan je u njegovu čast. Za vrijeme Američkog rata za neovisnost Norfolk je bila utvrda britanskih kolonijalnih lojalista, no pobjedom Amerikanaca 1736. uključen je u teritorij Sjedinjenih Država.
Početkom 19. stoljeća grad zahvaća niz razornih požara, nakon kojih slijedi obnova grada potaknuta i sve jačim doseljavanjem s američkog Juga, uzrokovanih lošim urodom duhana i gospodarskom recesijom. Dugo vremena je Norfolk bio snažna utvrda robovlasnika, tolika da su 1861. građani izašli na referendum o izlasku iz Unije. Godinu dana kasnije, u blizini Norfolka odigrala se prva pomorska bitka u Američkom građanskom ratu, Bitka kod Hampton Roadsa.
U 20. stoljeću grad postaje željezničko čvorište Virginijskih željeznica, koje danas posluju i održavaju željezničku mrežu u 22 savezne države na jugu i istoku SAD-a. Usporedno sa željezničkim, razvija se i cestovni i pomorski promet, pa Norfolk postaje sjecište međudržavnih autocestovnih pravaca i važna mornarička i NATO-va luka.

## Stanovništvo
Brojku od 100 000 žitelja Norfolk je prešao 1920. godine, da bi na popisu 1950. ima 213 000, a već na sljedećem popisu 1960. gotovo 306 000 stanovnika. Nakon 1970-ih dolazi do snažnog, više od 10%-tnog pada stanovnoištva, koji je prisutan i dana.
U gradu živi 47% bijelaca i 43% Afroamerikanaca.

## Kultura
U gradu djeluje Chryslerov umjetnički muzej, nautičko-mornarički muzejsko-istraživački centar Nautilus s brojnim akvarijima i mornaričkim izlošcima iz Drugog svjetskog, Korejskog i Zaljevskog rata, Virginijski simfonijski orkestar (osnovan 1920.) koji koncerte održava u Chrystlerovoj dvorani. U gradu se nalaze dvije operne kuće i dvije kazališne dvorane.
Botanički vrt i arboretum otvoreni su 1939., a zoološki vrt 1900. Zoološki vrt poznat je po nastambama ugroženog sibirskog tigra i bijelog nosoroga.

## Šport
Grad ima bejzbolaškog, ragbijaškog i hokejaškog niželigaša. Chryslerova dvorana i kazališna dvorana Norfolk Scope služe i za održavanje šprtskih susreta i koncerta.
- bejzbolska momčad Norfolk Tides
- hokejaška momčad Norfolk Admirals
- košarkašna sveučilišna momčad Old Dominion Monarchs Norfolškog državnog sveučilišta
- ragbijaška momčad Norfolk Blues

## Uprava
Kao i brojni gradovi u Virigniji, Norfolk ima status neovisnog grada, bez državnog uplitanja u gradsko i mjesno pravosuđe, organe javnog reda (Norfolk Police Department) i javnu upravu. Grad je snažno uporište Demokratske stranke, s neprestanom prevlasti od 1912., uz iznimku nekoliko guverenerskih izbora.
Gradom upravlja gradonačelnik s četverogodišnjim mandatom uz gradsko vijeće. Pripada 2. i 3. izbornom okrugu u Virginiji.

## Obrazovanje
Norfolk ima dugu tradiciju privatnog školstva, od koledža do akademija. Najstarije privatno učilište, Norfolška akademija, osnovana je 1726. i osma je najstarija obrazovna ustanova u Sjedinjenim Državama.
Od javnih učilišta i sveučilišta ističu se Sveučilište Old Dominion, Guvernerska umjetnička škola i Istočnovirginijska medicinska škola. U gradu djeluje i javna knjižnica, osnovana još u 19. stoljeću, kao najstarija u Virginiji.

## Zanimljivosti
Norfolk je poslužio kao mjesto snimanja nekoliko filmova, među kojima se ističu akcijske drame Mornarički tuljani i Nemoguća misija II.
Grad je pobratimljen s japanskim Kitakjušuom, najvećom lukom na otoku Kjušuu, francuskim Toulonom (najvećom europskom mornaričkom lukom), istoimenim engleskim okrugom po kojem je dobio ime, ruskom lukom na Baltičkom moru Kaliningradom, kanadaskim lučkim gradom Halifaxom i kineskom lukom Ningbom.